# Ванда Заблоцька
Ванда Заблоцька (уроджена Гайцман, 20 грудня 1900, Тарнів — 30 листопада 1978, Торунь) — польський ботанік, міколог, фітопатолог. Професор Університету Миколи Коперника.
Навчалася на філологічному факультеті Ягеллонського університету, у 1945 захистила дисертацію на тему мікоризи в роді Viola. Також здійснювала спостереження над мікоризою у гастероміцетів. У 1946 поселилася в Торуні і почала працювати в Університеті Миколи Коперника, в 1954—1970 роках — у званні професора.
Авторка публікацій про шапкові гриби Польщі (Grzyby kapeluszowe Polski) (1949), паразитичні гриби (Grzyby pasożytne) (1950).
Її, чоловік, Ян-Войцех Заблоцький (1894—1978) також ботанік.

## Нагороди
Заблоцька нагороджена медаллю За довголітню службу, Золотим хрестом «За заслуги», лицарським хрестом ордену «Відродження Польщі та Золотим знаком Університету Миколая Коперника. 